# Vale lijster
De vale lijster (Turdus obscurus) is een zangvogel uit de familie lijsters (Turdidae).

## Kenmerken
De vale lijster is iets kleiner dan de zanglijster, ongeveer 22 cm lang. De vogel heeft een grijze rug en kop met een zwarte streep van het oog naar de snavel en daarboven een witte wenkbrauwstreep. De vale lijster heeft oranjebruine flanken en een bijna witte buik. Mannetje en vrouwtje verschillen niet zo veel. Onvolwassen vogels zijn bruin in plaats van grijs op de kop.

## Verspreiding en leefgebied
De vogel broedt in de Siberische taiga en overwintert in Zuidoost-Azië, Hainan en Taiwan.

## Status
De omvang van de wereldpopulatie is niet bekend, maar er zijn wel tellingen van overwinteraars uit landen in het overwinteringsgebied zoals Taiwan. Daaruit blijkt dat de vogel redelijk algemeen is, maar er zijn geen cijfers over trends. Om deze redenen staat de vale lijster als niet bedreigd op de Rode Lijst van de IUCN.

## Voorkomen in Nederland
In West-Europa is de vale lijster een zeer zeldzame dwaalgast. In Nederland zijn er vijf waarnemingen (betreffende zes vogels) tussen 1800 en 1996, waarvan er drie tussen 1980 en 1996. Tussen 1996 en 2011 zijn er nog twee bevestigde waarnemingen bijgekomen. Op 20 oktober 2017 werd er een exemplaar gevonden op Vlieland.